# دواء حال للخثرة
الأدوية الحالة للخثرة (بالإنجليزية: Thrombolytic drugs)‏ هي الأدوية المستعملة طبيا في إذابة الجلطة الدموية في عملية تسمى بانحلال الخثرة. الغرض من هذه الأدوية هي تقليل أضرار انسداد الأوعية الدموية.
تختلف الأدوية الحالة للخثرة عن الأدوية الحالة للفايبرين مثل حمض الترانيكساميك وحمض الأمينوكابرويك التي مفعولها محدد بانحلال الفايبرين فقط، بينما الادوية الحالة للخثرة تقوم بإذابة كل الخثرة. تأثير هذه الأدوية يعتمد على موعد استعمالها، فكلما تأخر المريض في استعمال هذه الأدوية كانت الاستجابة أقل بسبب عملية تقادم تكوين الخثرة.

## الاستعمالات الطبية
تستعمل في علاج احتشاء عضلة القلب (النوبة القلبية والسكتة الانصمامية الخثارية والانصمام الرئوي لأجل فتح الانسدادات ومنع الضرر الدائم الذي يصيب الأنسجة ذات التروية الدموية مثل عضلة القلب والساق والدماغ. كما يمكن أن تستعمل في فتح القسطر في العلاج الطبي طويل الأمد.
تعد السكتة النزفية مضاد استطباب لهذه الأدوية.

## الأمثلة
- منشطات البلاسمينوجين النسيجي
  - ألتيبلاز
  - ريتيبلاز
  - تينيكتيبلاز
- أنيستريبلاز
- ستريبتوكيناز
- يوروكيناز